# Fodervallört
Fodervallört (Symphytum asperum) är en växtart i familjen strävbladiga växter. Arten förekommer naturligt i östra Europa, Kaukasus, nordöstra Turkiet och norra Iran.

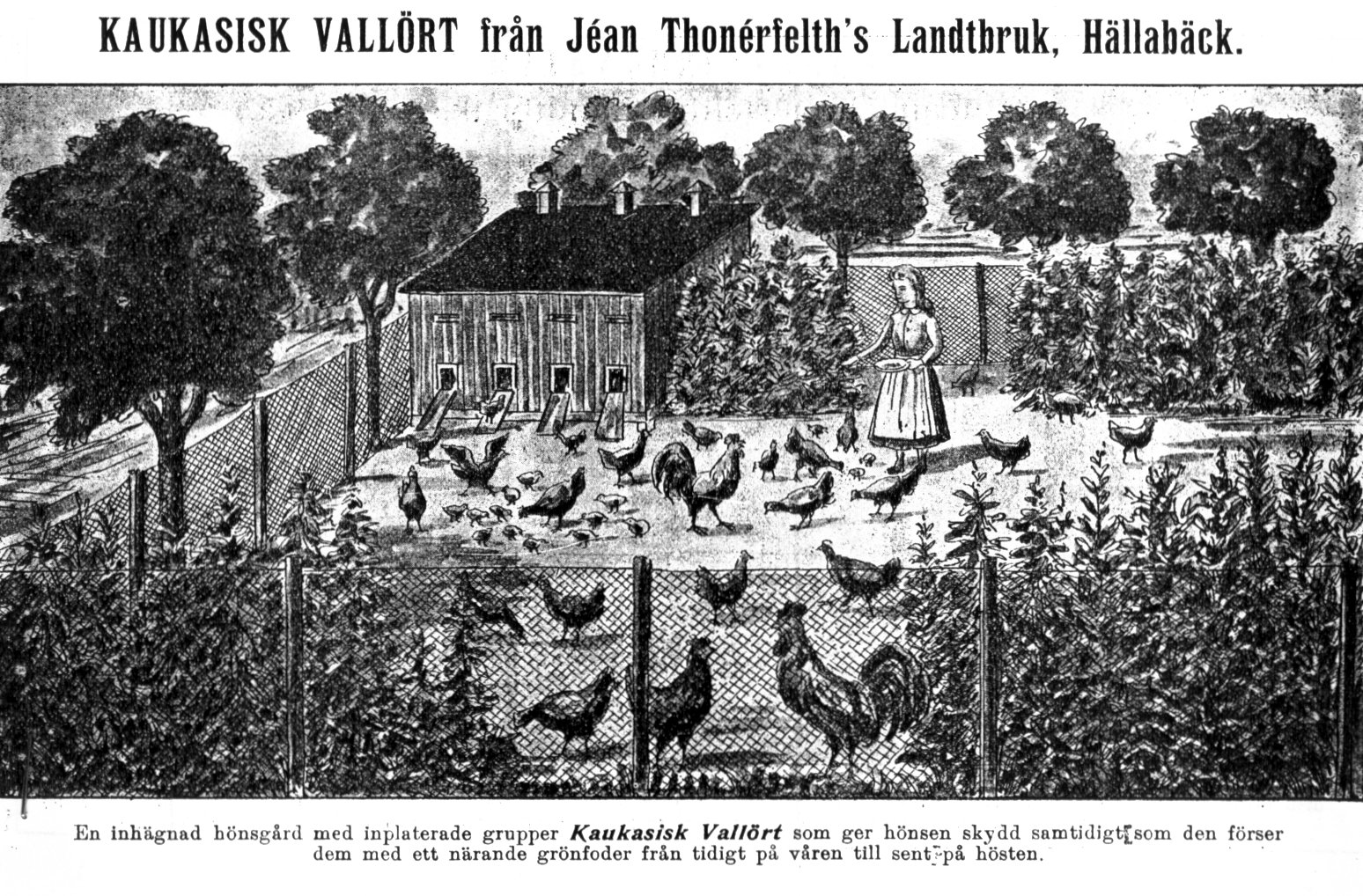
Illustration från reklambroschyr, tidigt 1900-tal.

## Synonymer
Symphytum armeniacum Bucknall
Symphytum asperrimum Sims
Symphytum asperum	var. armeniacum (Bucknall) A.Kurtto
Symphytum echinatum Ledebour
Symphytum majus Gueldenstaedt ex Ledebour